# Zahra Pinto
Zahra Pinto (sinh ngày 14 tháng 11 năm 1993) là một vận động viên bơi lội người Malawi, chuyên về các sự kiện tự do chạy nước rút. Pinto đại diện cho Malawi tại Thế vận hội Mùa hè 2008 ở Bắc Kinh, nơi cô bơi trong sức nóng thứ hai của sự kiện tự do 50 m nữ. Cô kết thúc cuộc đua ở vị trí thứ ba, với thời gian 32,53 giây. Pinto, tuy nhiên, đã không thể tiến vào bán kết, khi cô đứng thứ tám mươi hai trong bảng xếp hạng tổng thể.
Cô hiện đang học Cử nhân Thương mại tại Đại học Rhodes, Nam Phi.
Pinto là chủ tịch của Malsoc (Hiệp hội Ma-la-uy) cho năm 2016 tại Đại học Rhodes.